# Marzenia senne

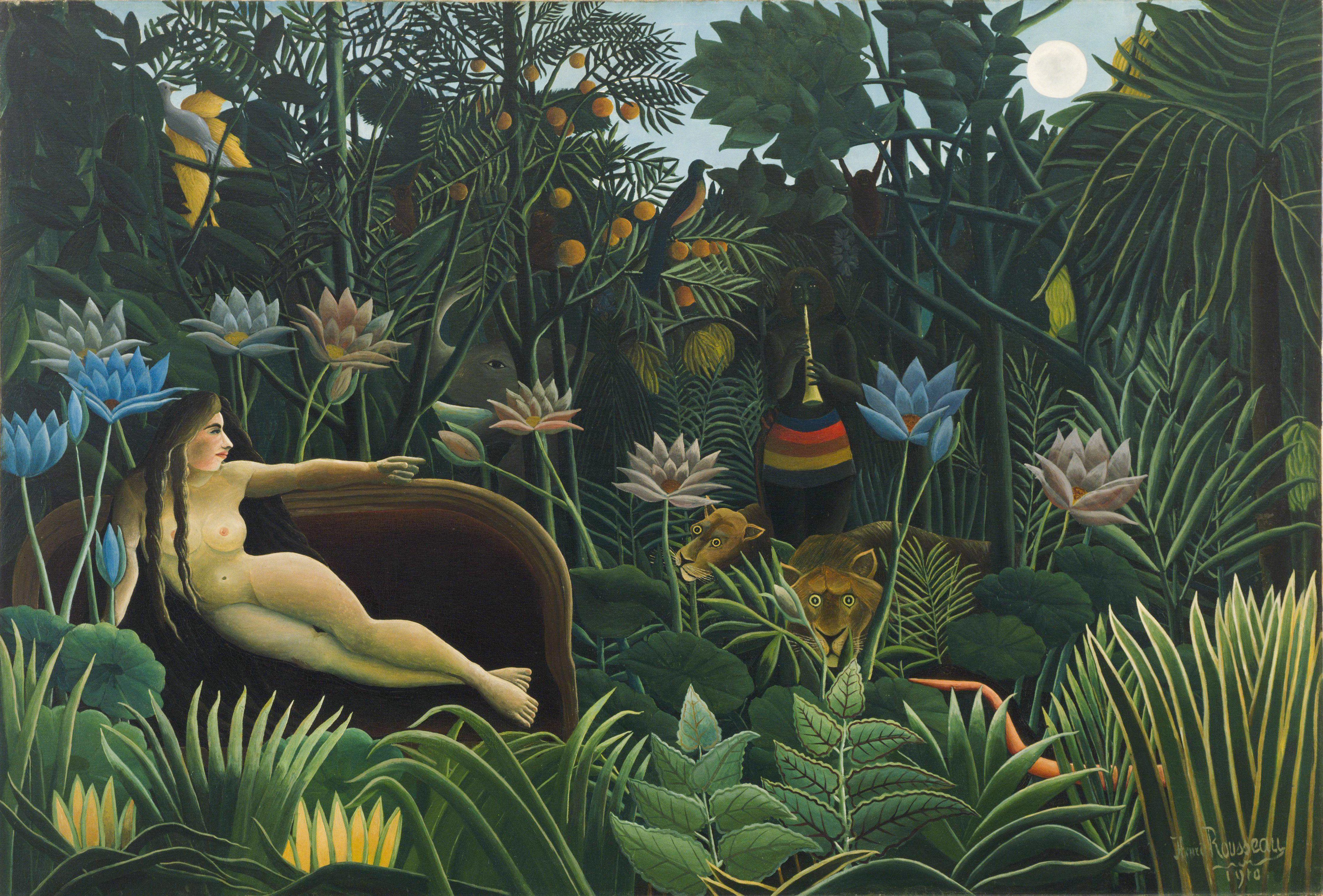
Henri Rousseau „Sen” (1910)

Marzenia senne – serie obrazów, dźwięków, emocji, myśli i innych wrażeń zmysłowych pojawiające się podczas snu.

## Istota snu
Sny są tworami fizjologicznymi. Ich wizualny charakter jest zazwyczaj najbardziej wyrazisty (zdarzają się jednak marzenia senne o przewadze doznań słuchowych). Człowiek, który ich doświadczył, opisuje je zazwyczaj jako bardzo realistyczne, dotyczące życia i problemów codziennych. U każdego mogą się też pojawiać wątki fantastyczne, erotyczne, a nawet surrealistyczne.
Badania przeprowadzone w XIX wieku wykazały, że przyczyną marzeń sennych może być błędna interpretacja doznawanego w czasie snu wrażenia zmysłowego. Przykładem może być hałas, który dochodzi do śpiącego i może pojawić się w śnie jako burza z piorunami lub ucisk kołdry jako dusząca zmora. W wieku XX ustalono zależność między fizjologicznym elementem snu (nazywanym fazą REM), a przeżywaniem w tym czasie marzenia sennego. Pokazano, że charakter snów jest znacznie częściej nieprzyjemny i związany z sytuacją życiową osoby śniącej.
Brak logicznej całości i ciągłości snów sprawia wrażenie, że są one niekiedy odbierane jako dziwne. Zachodzące w czasie snu procesy syntetyzujące mogą wspomagać niekiedy świadome myślenie. Możliwa jest też kontrola treści marzeń sennych (określana jako świadome śnienie).
Duże znaczenie dla naukowej analizy marzeń sennych mają następujące trzy dziedziny: badania z zakresu neuronauki nad czynnością mózgu podczas snu (na przykład podczas świadomego snu), systematyczna analiza dużej liczby opisów marzeń sennych przedstawianych przez różnorodne grupy badanych oraz analiza psychoterapeutyczna różnorodnych znaczeń marzeń sennych.

## Sny u dzieci
Według Jeana Piageta, twórcy teorii rozwoju poznawczego, dziecko nie zdaje sobie sprawy z wewnętrznego charakteru myśli, tym samym ma ogromne trudności ze zrozumieniem takiego zjawiska, jakim jest sen. W tym kontekście dziecko można przyrównać do człowieka pierwotnego. Śnienie według dzieci podzielono na trzy stadia:
1. Stadium pierwsze: (około 5–6 lat) sen pochodzi z zewnątrz i pozostaje na zewnątrz – dziecko miesza sny z rzeczywistością. Sen przychodzi z zewnątrz i lokuje się w pokoju.
2. Stadium drugie: (7–8 lat średnio) sen pochodzi z nas, ale jest poza nami – dziecko wie już, że sen pochodzi z myśli, ale sen jest wciąż przed nami, na zewnątrz.
3. Stadium trzecie: (około 9–10 lat) sen jest wewnętrzny i pochodzenia wewnętrznego – dziecko wie, że sen pochodzi z głowy, a śni się go oczami, lecz wewnętrznie.